# Серпанки
Серпанки — хутор в Подгоренском районе Воронежской области.
Входит в состав Гришевского сельского поселения.

## География
В хуторе имеются две улицы — Грушовая и Карьерная.

## Население
| 2010 |
| ---- |
| 105  |